# Yakovlev Yak-11
Yakovlev Yak-11 (tên ký hiệu của NATO: "Moose", tiếng Nga: Як-11) là một máy bay huấn luyện được Không quân Xô viết và không quân các nước thuộc khối Xã hội chủ nghĩa sử dụng từ năm 1947 đến năm 1962.

## Lịch sử
Yak-11 được thiết kế dựa trên những bộ phận cơ bản của loại tiêm kích rất thành công là Yak-3; Yak-11 trở thành máy bay huấn luyện được sử dụng rộng rãi trong Không quân Xô viết và đôi khi tầm quan trọng của nó còn sáng ngang với loại máy bay huấn luyện khác cũng rất nổi tiếng là T-6 Texan. Mẫu thử nghiệm đầu tiên bay lần đầu vào ngày 10 tháng 11 1945; nó bắt đầu được đưa vào hoạt động vào năm 1946. Tổng cộng có 3.859 chiếc đã được chế tạo từ năm 1947 đến năm 1956. Từ năm 1953, thêm 700 chiếc đã được chế tạo theo giấy phép sản xuất được Liên Xô cung cấp cho Tiệp Khắc dưới tên gọi là LET C-11. Cả Yak-11 và C-11 đều được sử dụng trong các nước thuộc Khối Warszawa, Châu Phi, Trung Đông và Châu Á, như Afghanistan, Albania, Algérie, Ai Cập, Ba Lan, Bắc Triều Tiên, Bulgaria, Đông Đức, Hungary, Liên Xô, Trung Quốc, Tiệp Khắc, Indonesia, Iraq, România, Somalia, Syria, Việt Nam, Yemen và Áo.
Vào năm 1958, Yak-11 được thay thế bởi Yak-11U, nó có ý định được sử dụng để huấn luyện cho phi công lái máy bay phản lực. Tuy nhiên, phiên bản U chỉ được sản xuất với số lượng nhỏ, và Yak-11 vẫn được giữ lại hoạt động trong VVS đến năm 1962. Một giấy phép cho loại máy bay sao chép lại Yak-11U, có tên gọi là LET C-11U, cũng được sản xuất ở Tiệp Khắc với số lượng nhỏ.
Cũng giống như các dòng máy bay thuộc gia đình Yak-3, Yak-11 cũng được những người đam mê máy bay cổ phục chế lại vào thời gian gần đây. Các phiên bản của Yak-11 có thể trong thấy thường xuyên ở các cuộc đua hàng không. Khoảng 120 chiếc Yak-11 hiện nay là có điều kiện đáp ứng các yêu cầu bay.

## Các quốc gia sử dụng
- Afghanistan
- Albania
- Algérie
- Áo
- Ai Cập
- Bulgaria
- Ba Lan
- Đông Đức
- Trung Quốc
- Tiệp Khắc
- Iraq
- Hungary
- CHDCND Triều Tiên
- România
- Somalia
- Liên Xô
- Syria
- Việt Nam
- Yemen

## Thông số kỹ thuật (Yak-11)

### Đặc điểm riêng

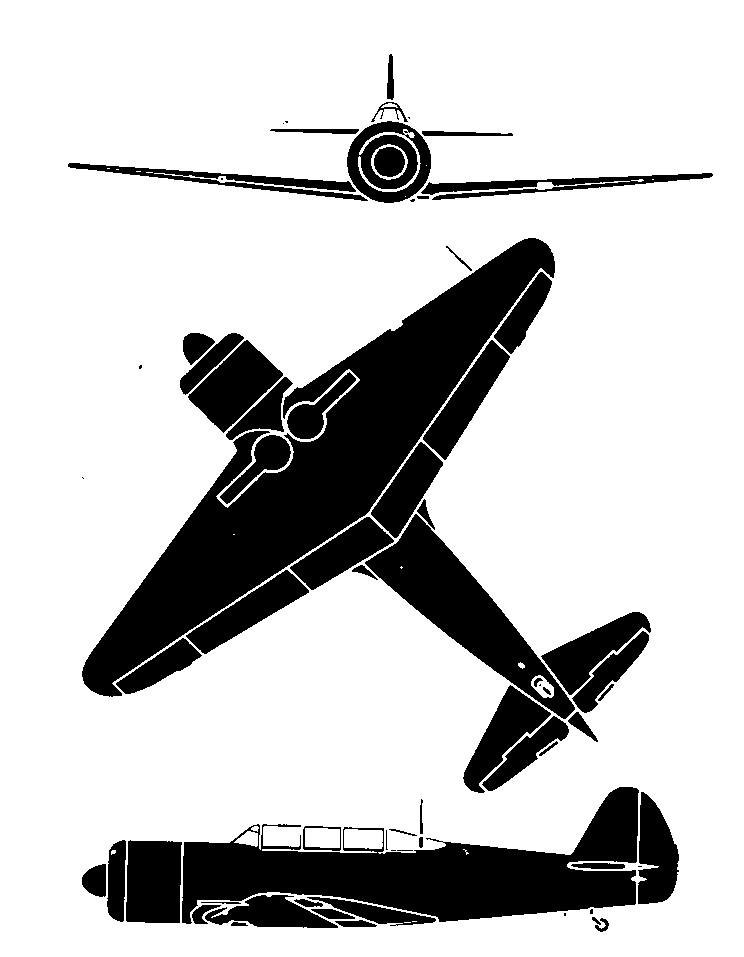
Yak-11

- Phi đoàn: 2 - học viên và giáo viên
- Chiều dài: 8.50 m (27 ft 10 in)
- Sải cánh: 9.4 m (30 ft 10 in)
- Chiều cao: 3.28 m (10 ft 5 in)
- Diện tích : 15.40 m² (166 ft²)
- Trọng lượng rỗng: 1.900 kg (4.189 lb)
- Trọng lượng cất cánh: n/a
- Trọng lượng cất cánh tối đa: 2.440 kg (5.379 lb)
- Động cơ: 1× động cơ pít-tông Shvetsov ASh-82, công suất 425 kW (570 hp)

### Hiệu suất bay
- Vận tốc cực đại: 460 km/h (289 mph)
- Tầm bay: 1250 km (795 miles)
- Trần bay: 7.100 m (23.295 ft)
- Vận tốc lên cao: 8.1 m/s (1.600 ft/min)
- Lực nâng của cánh: 161 kg/m² (32.9 lb/ft²)
- Lực đẩy/trọng lượng: 0.17 kW/kg (0.10 hp/lb)

### Vũ khí
- 1x súng máy ở mũi, 12.7 mm UBS hoặc 7.62 ShKAS
- 200 kg (440 lb) bom trên 2 giá treo ở 2 cánh

## Các hình ảnh thêm về Yak-11

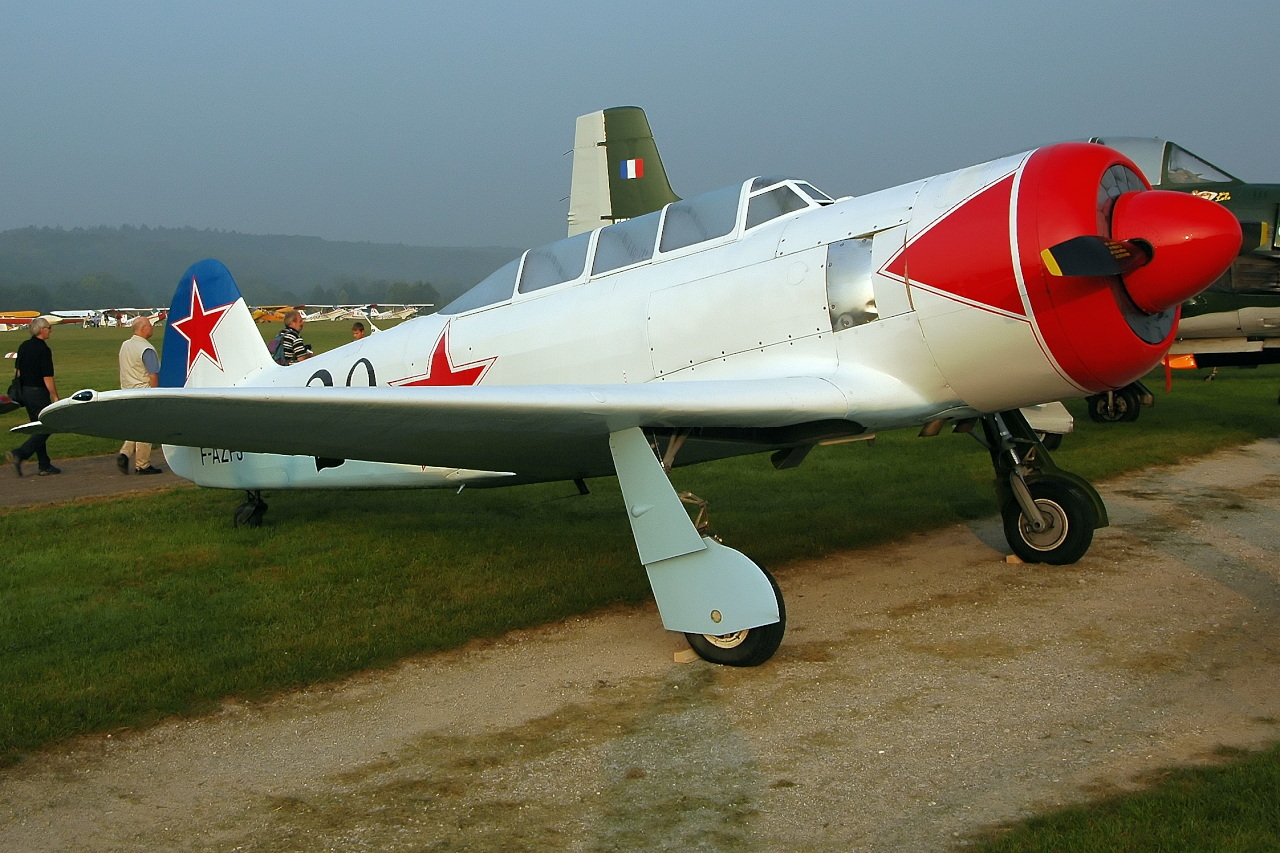
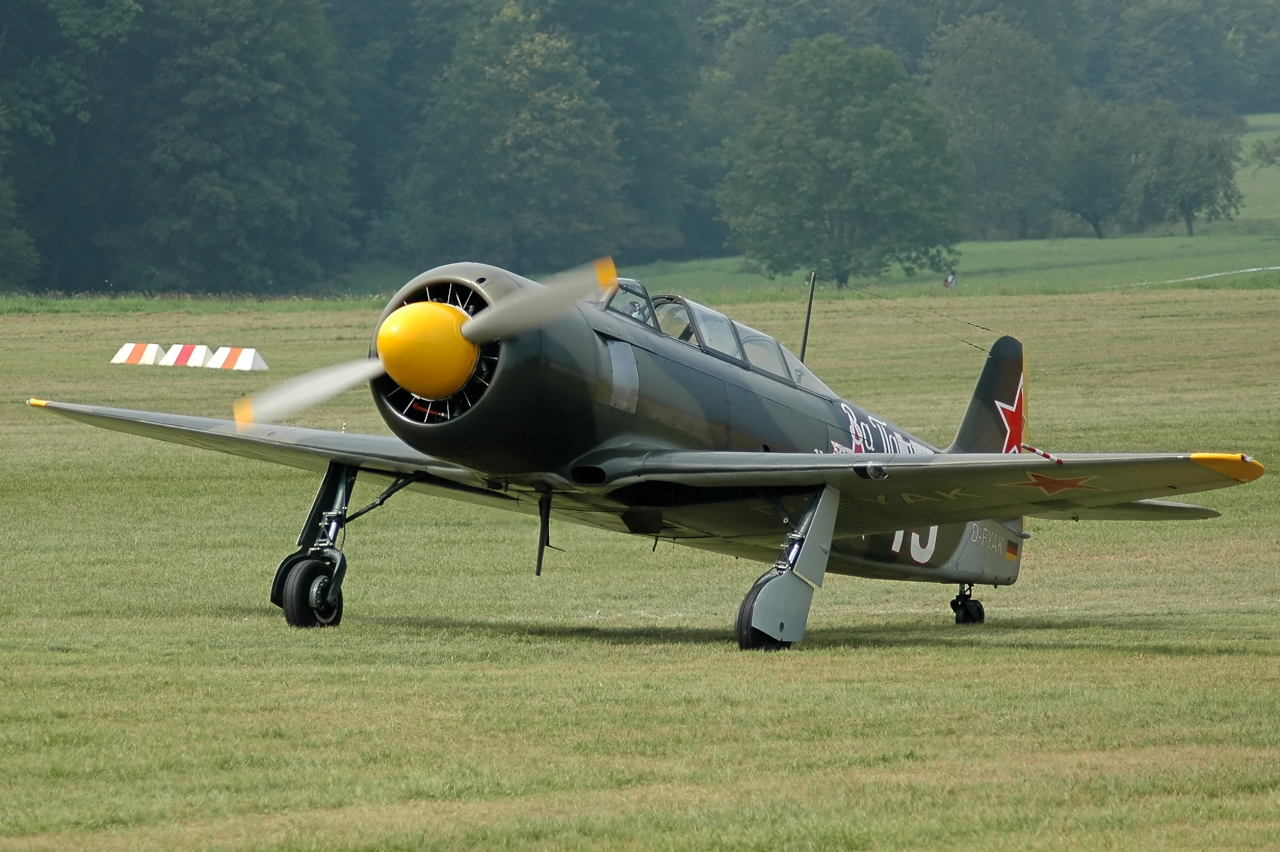
Jak-11 D-FYAK (Let C-11)
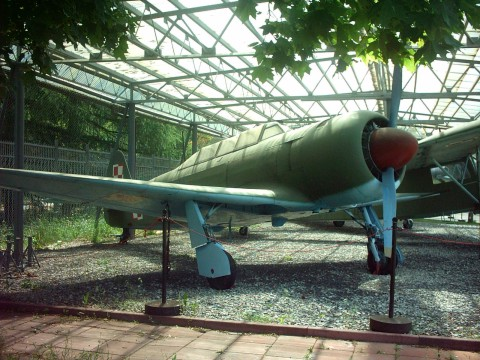
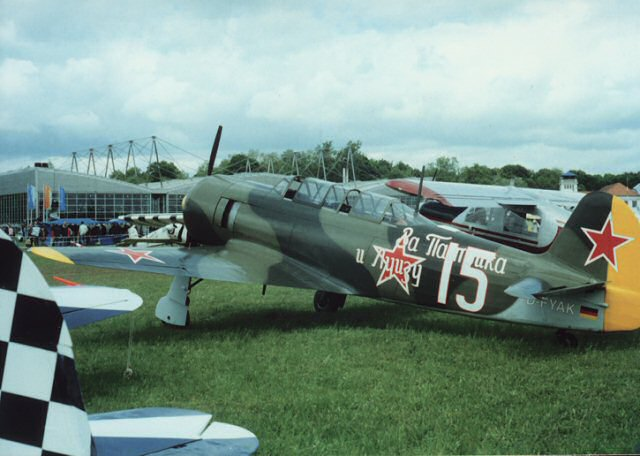

## Nội dung liên quan

### Máy bay có cùng sự phát triển
- Yakovlev Yak-3

### Máy bay có tính năng tương đương
- T-6 Texan
- PZL TS-8 Bies